# Тосо
Тосо або о-тосо (яп. 屠蘇) — саке зі спеціями, традиційно вживається під час новорічних свят в Японії. Згідно з повір'ям, той, хто скуштував в Новий рік о-тосо, завжди буде здоровий. Традиція пити о-тосо в Новий рік зародилася в династії Тан в Китаї, а під час періоду Хейан перейшла до японських аристократів.

## Культура
Чашки саказукі трьох різних розмірів, передаються по колу, де кожний член сім'ї або гість відпиває потроху. Питні ритуали різняться за регіоном, за традицією чашки передаються від молодшого до старшого члена родини. Проте, в Японії, приблизно на початку періодів Мейдзі або Сьова, звичай змінився, і глава сім'ї, як правило, відпиває першим.

## Інгредієнти
Вважається, що рецепт напою був винайдений знаменитим китайським лікарем Хуа То в період Саньґо. Рецепт дещо змінився з часом, нині, як правило, до складу о-тосо входять сичуанський перець, кориця, сушений імбир, та багато інших трав.